# Proel (revista)
Proel fue una revista santanderina de poesía, crítica literaria y arte, publicada en dos épocas: 1944-1945 (básicamente dedicada a la poesía) y 1946-1950 (abierta a la prosa, la pintura y otras artes). También contó con una editorial (1945-1951).

## Inicios

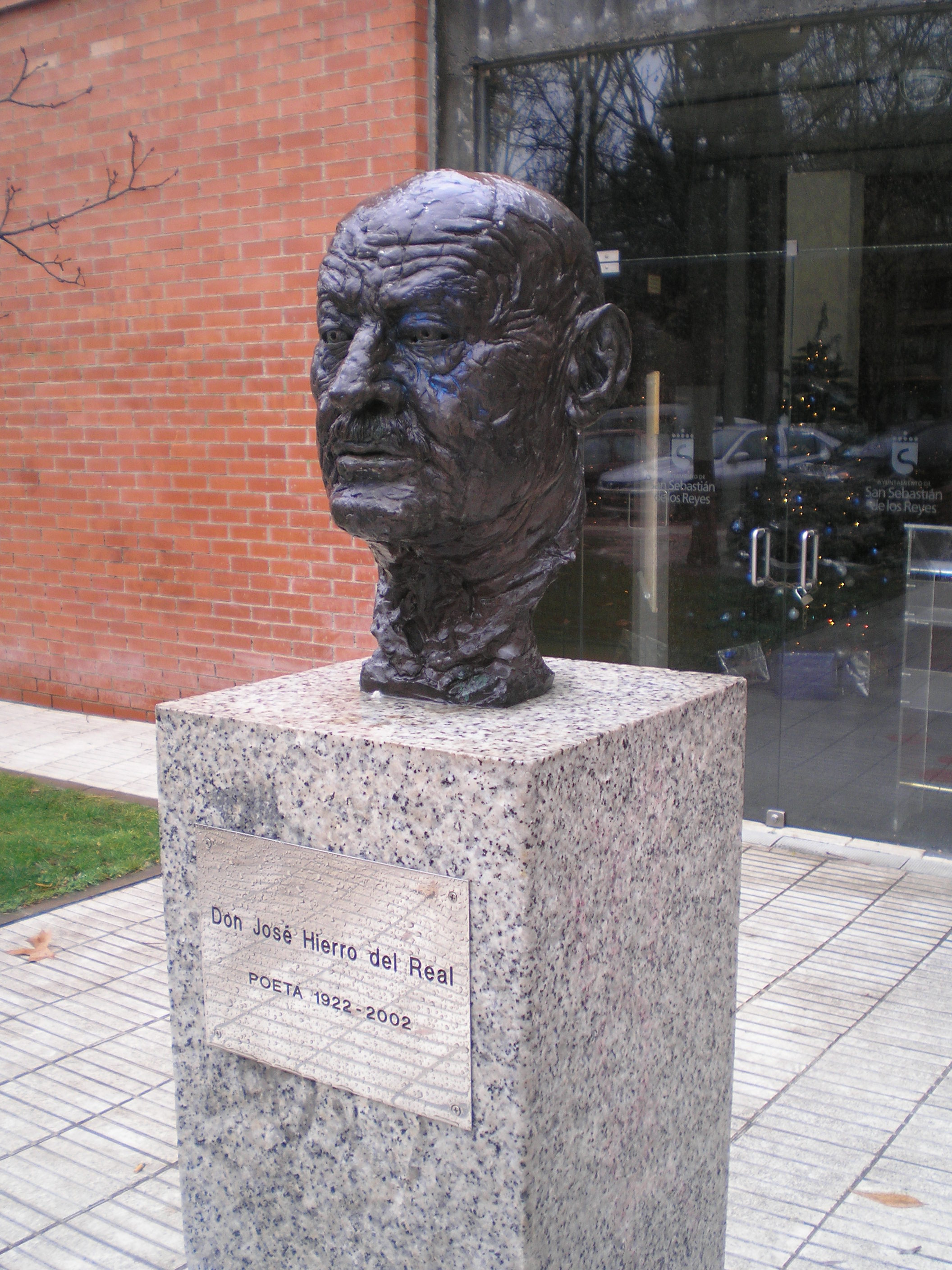
Busto de José Hierro, colaborador habitual de Proel.

La revista Proel se fundó en abril de 1944 en Santander, con apoyo del Ateneo de Santander. Varios poetas santanderinos ya habían intentado crear otras revistas literarias que no cuajaron por falta de apoyo de algún mecenas. Sin embargo en esta ocasión el grupo formado por Carlos Salomón, Enrique Sordo, Carlos Nieto, Guillermo Ortiz, Luis Jesús Reina, Marino Sánchez, Marcelo Arroita-Jáuregui y Leopoldo Rodríguez Alcalde logró el apoyo del Jefe Provincial del Movimiento en Santander, Joaquín Reguera Sevilla, conocido de Enrique Sordo. Como condición, Reguera Sevilla será quien designaría al director de la revista; éste será el subjefe provincial, Pedro Gómez Cantolla.

## Estilo
Proel no defendió un concepto o un estilo poético en concreto, diferenciándose en eso de otras revistas de la época como Garcilaso o Espadaña. José Manuel Pérez Carrera señala que Proel dio cabida a todos los gustos y formas. Esto por un lado hace la revista más abierta que sus contemporáneas, pero también más impersonal y con menos garra al ser más bien un recipiente de diversos estilos poéticos. Le falta identidad.
Para Emilio E. de Torre-Gracia en cambio, esta falta de identidad es heredera del Neorromanticismo. La búsqueda por parte de estos jóvenes poetas de su voz entrando en contacto con la poesía más nueva sería lo que identificaría al grupo y lo que formaría su voz

## Final
Con la salida de la revista en su segunda época (el primer número fue el Primavera 1946) se dan una serie de cambios que desembocan en su desaparición. La revista se abre a la pintura y otras artes. Aumentan los costes de producción al aumentar el tamaño de la revista; Joaquín Reguera Sevilla deja de ser gobernador de la provincia, con lo que desaparece su apoyo; y varios miembros del grupo proel dejan su actividad, se trasladan a otras ciudades o mueren, caso de José Luis Hidalgo. La revista se publica de forma irregular y finalmente, deja de publicarse con el número de Primavera-Estío de 1950.

## Colaboradores de la primera época (1944-45)

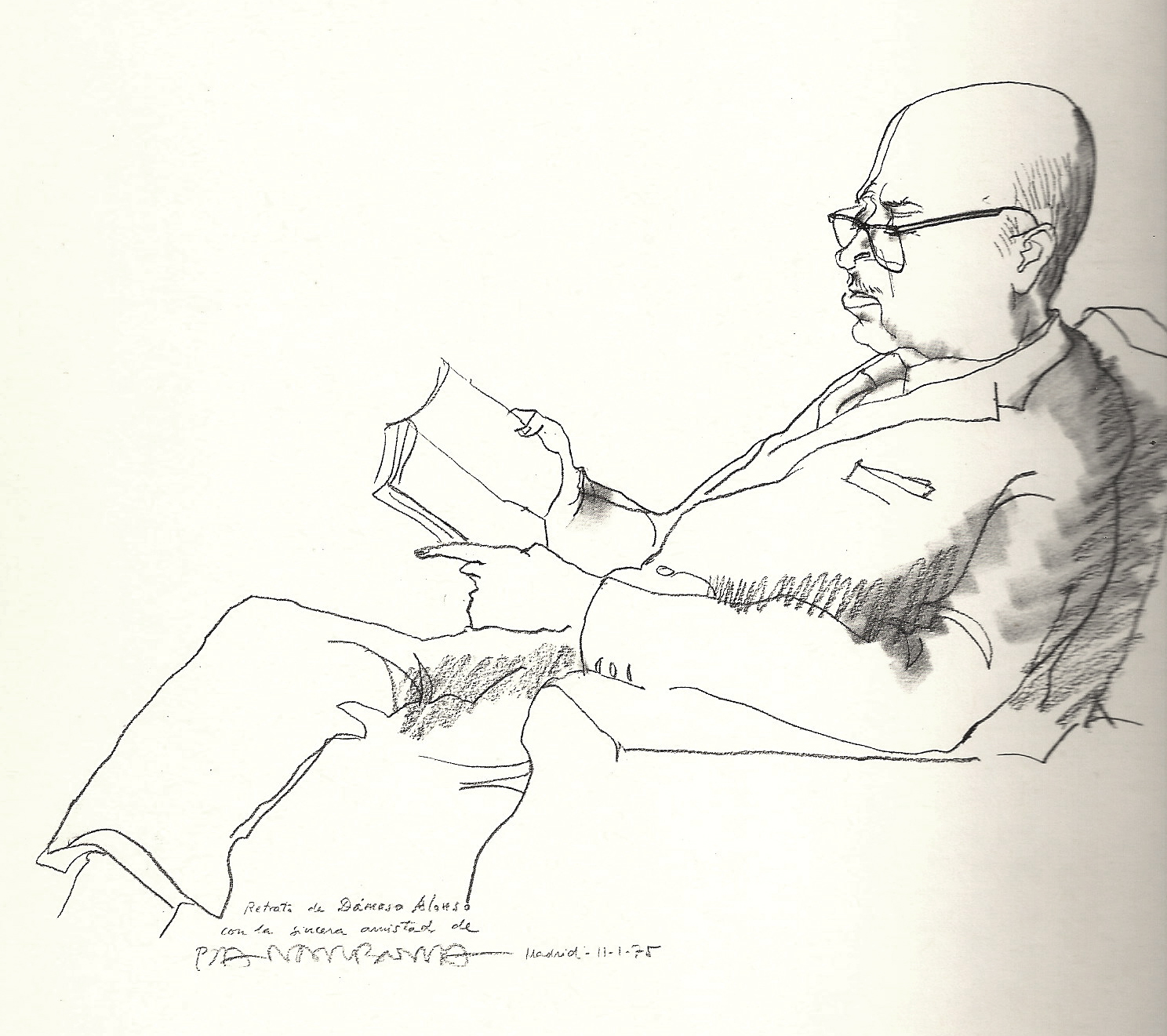
Dámaso Alonso, aquí en un retrato de Josep Pla-Narbona, colaboró en Proel

José Luis Hidalgo, Julio Maruri, José Hierro, Ricardo Gullón, Carmen Conde, Gerardo Diego, Carlos Bousoño, Dámaso Alonso, José Luis Cano, Juan Ramón Jiménez, Azorín, Eugenio d'Ors, Vicente Aleixandre, José María Pemán, Manuel Machado, Concha Espina o Camilo José Cela, además de los fundadores de la revista, entre otros.

## Colaboradores en la segunda época (1946-50)
Pablo Picasso, Pedro Salinas o Pedro Laín Entralgo, además de autores extranjeros como Erskine Caldwell, Robert Frost, William Faulkner, Ernest Hemingway, Paul Claudel, André Gide...

## Editorial Proel
Entre 1945 y 1951 la Editorial Proel publicó libros de Julio Maruri (Las aves y los niños, 1945), José Luis Hidalgo (Los animales, 1945), Enrique Sordo (La prometida tierra, 1946), José Hierro (Tierra sin nosotros, 1947 y Con las piedras, con el viento, 1950), Manuel Llano (Dolor de tierra verde, 1949), Carlos Salomón (La orilla, 1951), Marcelo Arroita-Jáuregui (El hombre es triste, 1951), Eugenio Frutos (El existencialismo y la moral de J. P. Sartre, ¿1951?) y Leopoldo Rodríguez Alcalde (Antología de la poesía francesa contemporánea, ¿1951?).